# WrestleMania VII
WrestleMania VII fu la settima edizione dell'evento annuale in pay-per-view WrestleMania prodotta dalla World Wrestling Federation. Si è tenuta il 24 marzo 1991 alla Los Angeles Memorial Sports Arena a Los Angeles, in California. WrestleMania VII doveva tenersi originariamente al Los Angeles Memorial Coliseum, ma si decise poi di spostare l'evento all'adiacente Los Angeles Memorial Sports Arena. Il main event vide Hulk Hogan sconfiggere Sgt. Slaughter per il WWF World Heavyweight Championship come parte di una storyline controversa, in cui Sgt. Slaughter impersonava un simpatizzante iracheno durante il coinvolgimento degli Stati Uniti nella guerra del Golfo. L'undercard incluse l'esordio di The Undertaker a WrestleMania e l'inizio della sua celebre serie di vittorie, l'ultima apparizione di André the Giant e il retirement match tra "Macho King" Randy Savage e The Ultimate Warrior.

## Produzione
WrestleMania VII doveva tenersi originariamente al Los Angeles Memorial Coliseum, ma si decise poi di spostare l'evento all'adiacente Los Angeles Memorial Sports Arena. Il motivo dichiarato della WWF per il cambiamento del luogo erano problemi di sicurezza riguardanti la storyline di Sgt. Slaughter simpatizzante iracheno durante la guerra del Golfo. In realtà, a causa delle scarse vendite, lo stadio da circa 100 000 persone non sarebbe stato possibile riempirlo. Le persone presenti a WrestleMania VII furono 16 158.
Lo slogan della manifestazione era "Superstars and Stripes Forever," ed è ricordato per il suo tema di patriottismo americano in seguito alla guerra del Golfo. Delle bandiere americane furono appese in tutta l'arena e il ring fu colorato di rosso, bianco e blu, che fu la base per il main event tra Hulk Hogan e Sgt. Slaughter per il WWF World Heavyweight Championship.
Questa fu la prima edizione di WrestleMania a non essere commentata dal color commentator Jesse Ventura. Gorilla Monsoon ospitò l'evento con Bobby "The Brain" Heenan. Inoltre, Regis Philbin aiutò il commento del main event mentre Alex Trebek fu il ring announcer.
Willie Nelson cantò un'interpretazione di America the Beautiful prima dello spettacolo. Altri ospiti illustri presenti a WrestleMania VII furono Philbin, Trebek, Marla Maples, George Steinbrenner, Paul Maguire, Macaulay Culkin, Donald Trump, Lou Ferrigno, Chuck Norris e Henry Winkler.
L'artista per il poster promozionale è il noto pittore illustrativo Joe Jusko.
La colonna sonora (o theme song) di questo evento, Worldwide Spectacle, è stata scritta dal compositore interno della WWF, Jim Johnston.

## Storyline
Le due faide principali che caratterizzarono questa edizione di WrestleMania furono tra Hulk Hogan e il WWF World Heavyweight Champion Sgt. Slaughter, e The Ultimate Warrior con "Macho King" Randy Savage, e, in un certo senso, entrambe si sono intrecciate tra loro.
Warrior sconfisse Hogan per il WWF World Heavyweight Championship nell'edizione di WrestleMania di un anno prima e iniziò il 1991 come campione. Nel frattempo, Sgt. Slaughter tornò in WWF verso la fine del 1990 dopo aver trascorso cinque anni a lottare nella American Wrestling Association. Quando tornò, Slaughter annunciò di aver voltato le spalle al suo paese e di essere diventato un simpatizzante iracheno e seguace di Saddam Hussein. Egli rivelò anche un'alleanza con un leader militare iracheno, General Adnan, che divenne il suo consigliere (Adnan aveva seguito Slaughter anche nella AWA). Ciò coincise con la crescente tensione in Medio Oriente, dove, da lì a poco, ci sarebbe stata l'operazione Desert Storm. Slaughter mise poi gli occhi su Warrior, e i due accettarono di fare un match a Royal Rumble nel gennaio 1991, dove Slaughter batté Warrior, diventando WWF Champion.
Savage, nel frattempo, stava cercando di riconquistare il WWF World Heavyweight Championship che aveva perso a WrestleMania V contro Hogan, e sfidò ripetutamente Warrior. Quest'ultimo rifiutò continuamente, e Savage decise di cercare un altro rimedio. Durante il match tra Warrior e Slaughter, Savage e la sua manager Queen Sherri arrivarono a bordo ring e parteciparono al match. Warrior prese Sherri mentre stava interferendo e la gettò fuori dal ring su Savage. Sgt. capitalizzò la contesa attaccando Warrior, lasciandolo appeso sopra la seconda corda. Savage poi colpì Warrior con il suo scettro reale mentre Slaughter distraeva l'arbitro. Slaughter poi colpì l'avversario (ormai privo di sensi) con la sua elbow drop,e lo schienò, diventando il nuovo campione. Quando Warrior riprese conoscenza e capì cos'aveva fatto Randy, cominciò a cercarlo. Poi lanciò una sfida per un retirement match a Savage, che accettò.
Hogan entrò nel Royal Rumble match dopo aver vinto l'edizione dell'anno precedente. Vinse il match, eliminando il suo vecchio rivale Earthquake, poi andò dietro le quinte per essere intervistato da Gene Okerlund. Nel corso dell'intervista, fu data la parola a Slaughter e Adnan, che festeggiarono la deturpazione della bandiera americana. Hogan poi promise di difendere la sua nazione e prendere il titolo da Slaughter nel più breve tempo possibile, e successivamente fu nominato il #1 contender per il WWF World Heavyweight Championship.

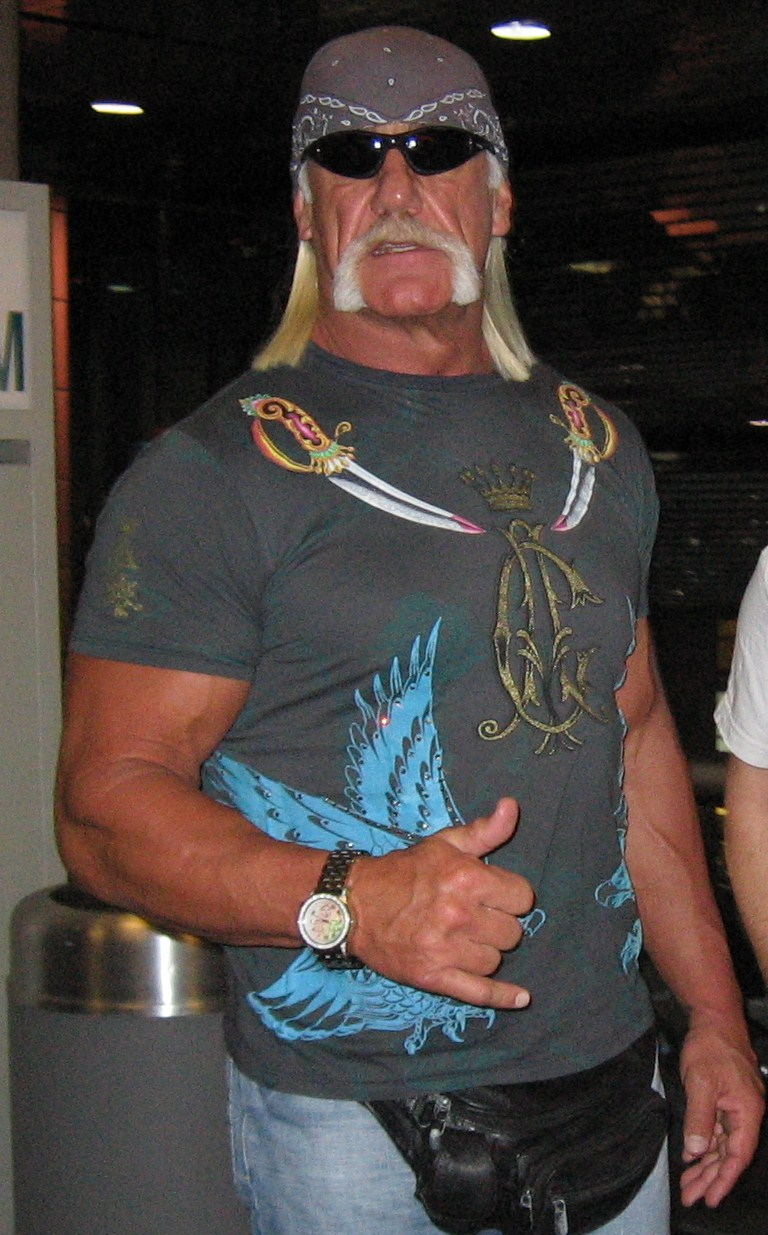
Hulk Hogan sconfisse Sgt. Slaughter vincendo il WWF World Heavyweight Championship

I Nasty Boys divennero sfidanti ai titoli di coppia, detenuti dalla Hart Foundation, dopo aver vinto una Battle Royal a coppie. Con loro infatti sul ring vi erano: Legion Of Doom, Rockers, Bushwackers, Power e Glory, Demolition (Smash e Crush), Orient Express, entrambe con lo stesso manager, Mr. Fuji. Per eliminare un tag-team bastava eliminarne un componente, e l'altro era fuori automaticamente. I Nasty Boys vinsero la contesa dopo aver eliminato per ultimi i Legion Of Doom, con l'ausilio di Hercules Hernandez (Power) che scagliò Hawk fuori dal ring mentre era sul paletto, teso ad effettuare la mossa finale insieme ad Animal, ossia la Doomsday Device, su Jerry Sags. 
Il gesto non piacque ovviamente ai Road Warriors che intrapresero una faida con Power e Glory culminata poi a questa edizione di Wrestlemania. Durante la Battle Royal iniziarono i primi malintesi tra Shawn Michaels e Marty Jannetty che portarono alla rottura tra i due l'anno successivo. Nella contesa infatti il primo diede erroneamente un drop kick al secondo, autoeliminandosi.

## Evento
In questa edizione Hulk Hogan sconfisse il malvagio Sergeant Slaughter e nel corso della serata si assistette al Retirement Match tra Randy "Macho King" Savage e Ultimate Warrior.
WrestleMania VII è l'ultima edizione in cui André the Giant è presente.
In questa edizione The Undertaker diede il via alla sua striscia vincente nel ppv battendo "Superfly" Jimmy Snuka con una Tombstone Piledriver.
Fu l'ultima WrestleMania per tre delle più importanti coppie di wrestling: Demolition, Hart Foundation, entrambe sconfitte e scioltesi subito dopo, e The Rockers, che centrano la vittoria per la prima volta nello Showcase of Immortals contro The Barbarian e Haku.
La Hart Foundation era campione di coppia e in quella sera cedette le cinture ai Nasty Boys.
Per il titolo intercontinentale si affrontarono Big Boss Man e Mr. Perfect, detentore della cintura. Vinse il poliziotto della WWE ma solo per squalifica dell'avversario, che mantenne il titolo.
La WWF aveva intenzione in un primo istante di ripetere il main event dell'anno precedente, ossia Hulk Hogan contro Ultimate Warrior con il primo che avrebbe riconquistato il titolo mondiale dal secondo. Ma in quell'anno scoppiò la guerra del Golfo e McMahon cambiò tutto.

## Conseguenze
L'evento segnò l'esordio a Wrestlemania di Undertaker, così come l'inizio della sua striscia di imbattibilità di WrestleMania, che durò fino al 2014.
Dietro le quinte, quando Hogan fu intervistato sulla sua vittoria contro Sgt. Slaughter, fu attaccato da quest'ultimo lanciandoli una fireball in faccia. Hogan si riprese rapidamente dall'attacco e difese la cintura prima contro Slaughter, in gran parte in "Desert Storm" (vale a dire, senza squalifica) match; poi ebbe a che fare con il rientrante Iron Sheik, che in quel momento lottava con il ring name Colonel Mustafa. Hogan e The Ultimate Warrior alla fine collaborarono a SummerSlam 1991, sconfiggendo Slaughter, Mustafa e il loro manager, il generale Adnan, in un handicap match, 3 contro 2.
Savage tornò in televisione in un ruolo non-lottato come commentatore per il programma di punta della WWF, Superstars; anche se era molto apprezzato dalla folla, gran parte del suo commento appoggiava gli heel. Nel frattempo la storyline con Miss Elizabeth continuò, e culminò con il matrimonio tra i due nell'edizione 1991 di SummerSlam (il matrimonio era in kayfabe, visto che Savage ed Elizabeth erano già legalmente sposati).
Virgil e Ted DiBiase ebbero un feud uno contro l'altro fino a novembre 1991, tra cui il faccia a faccia a SummerSlam 1991, quando DiBiase perse il suo Million Dollar Belt contro Virgil. Poi DiBiase riprese la sua cintura nel mese di novembre, con l'aiuto di The Repo Man (ex Smash dei Demolition). Il loro feud terminò al PPV This Tuesday in Texas quando DiBiase e Repo Man sconfissero Virgil e Tito Santana in un tag team match.
Dopo WrestleMania VII, i The Hart Foundation si sciolsero. Bret Hart e Jim Neidhart separarono quindi le loro strade. Bret cominciò una carriera da singola prosperosa, battendo Mr. Perfect per il WWF Intercontinental Championship a SummerSlam 1991, e poi nel 1992 vinse il WWF World Heavyweight Championship, quando sconfisse Ric Flair nella città natale di suo padre, Saskatoon, in Saskatchewan, Canada. Neidhart formò, nel 1991, un tag team chiamato "The New Foundation" con il fratello minore Owen Hart. Stessa sorte per i Demolition, e, dopo Summerslam, i Rockers, che ruppero il loro sodalizio dopo diverse sconfitte dovute a incomprensioni tra i due lottatori, Shawn Michaels e Marty Jannetty. La rottura definitiva avvenne all'angolo delle interviste The Barber Shop, condotto da Brutus Beefcake, quando Michaels scagliò Jannetty contro una vetrata, diventando un heel.
Ultimate Warrior intraprese una faida contro The Undertaker, dopo che durante un'intervista del manager di quest'ultimo, Paul Bearer, il becchino aggredì il guerriero alle spalle chiudendolo dentro una bara. Lo scontro tra i due lottatori segnò la collaborazione tra Undertaker e Jake Roberts, inizialmente schierato con il guerriero, per poi passare dall'altra parte, divenendo un heel. A Summerslam si sarebbe dovuto disputare un incontro tra Warrior e Roberts, inspiegabilmente poi cancellato.
I Legion of Doom vennero nominati primi sfidanti ai titoli di coppia detenuti dai Nasty Boys, vincitori delle cinture a Wrestlemania contro la Hart Foundation.
Earthquake intraprese una breve faida con Jake Roberts per poi essere inserito dal suo manager Jimmy Hart in coppia con un altro lottatore della sua stessa mole, Typhoon, per formare così i Natural Disasters. Jimmy Hart guidò così un secondo tag team dopo il primo composto dai Nasty Boys, in quel periodo campioni di coppia.
British Bulldog continuò per tutto il prosieguo dell'anno gli scontri contro Warlord. La faida proseguì a Summerslam in un six men tag team match che aprì la manifestazione, con Bulldog vincitore insieme a Texas Tornado e Ricky Steamboat. A Warlord vennero affiancati la coppia Power & Glory. Si andò poi alle Survivor Series in un classico match 4 vs 4, per poi avere epilogo in un altro ppv, Tuesday in Texas, con il lottatore inglese sempre trionfante.
Big Boss Man e The Mountie ebbero una faida culminata a SummerSlam, per verificare chi tra i due era il miglior poliziotto in WWF. Per l'occasione fu istituito un Jail Match, ossia lo sconfitto veniva arrestato prima per poi passare una notte in prigione.

## Risultati
| #    | Risultati | Stipulazioni                                          | Durata |
| ---- | --- | ----------------------------------------------------- | ------ |
| Dark | Koko B. Ware ha sconfitto The Brooklyn Brawler                                                                                  | Single match                                          | 14:21  |
| 1    | The Rockers (Shawn Michaels e Marty Jannetty) hanno sconfitto The Barbarian e Haku (con Bobby Heenan)                           | Tag team match                                        | 10:41  |
| 2    | The Texas Tornado ha sconfitto Dino Bravo (con Jimmy Hart)                                                                      | Single match                                          | 03:11  |
| 3    | The British Bulldog ha sconfitto The Warlord (con Slick)                                                                        | Single match                                          | 08:15  |
| 4    | The Nasty Boys (Brian Knobbs e Jerry Sags) (con Jimmy Hart) hanno sconfitto The Hart Foundation (Bret Hart e Jim Neidhart) (c)  | Tag team match per il WWF Tag Team Championship       | 12:10  |
| 5    | Jake Roberts ha sconfitto Rick Martel                                                                                           | Blindfold Match                                       | 08:34  |
| 6    | The Undertaker (con Paul Bearer) ha sconfitto Jimmy Snuka                                                                       | Single match                                          | 04:20  |
| 7    | The Ultimate Warrior ha sconfitto Randy Savage (con Sensational Queen Sherri)                                                   | Retirement match                                      | 20:48  |
| 8    | Tenryu e Kitao hanno sconfitto Demolition (Crush e Smash) (con Mr. Fuji)                                                        | Tag team match                                        | 04:44  |
| 9    | Big Boss Man (con André the Giant) ha sconfitto Mr. Perfect (c) (con Bobby Heenan) per squalifica                               | Single match per il WWF Intercontinental Championship | 10:47  |
| 10   | Earthquake (con Jimmy Hart) ha sconfitto Greg Valentine                                                                         | Single match                                          | 03:14  |
| 11   | The Legion of Doom (Road Warrior Hawk e Road Warrior Animal) hanno sconfitto Power and Glory (Paul Roma e Hercules) (con Slick) | Tag team match                                        | 00:59  |
| 12   | Virgil (con Roddy Piper) ha sconfitto Ted DiBiase per countout                                                                  | Single match                                          | 07:41  |
| 13   | The Mountie (con Jimmy Hart) ha sconfitto Tito Santana                                                                          | Single match                                          | 01:21  |
| 14   | Hulk Hogan ha sconfitto Sgt. Slaughter (c) (con General Adnan)                                                                  | Single match per il WWF Championship                  | 20:26  |